# دنيس إردمان
دنيس إردمان (بالألمانية: Dennis Erdmann)‏ هو لاعب كرة قدم ألماني، ولد في 22 نوفمبر 1990 في فريشن في ألمانيا. لعب مع دينامو دريسدن وشالكه 04 ب وهانزا روستوك.

## وصلات خارجية
- دنيس إردمان على موقع قاعدة بيانات كرة القدم.إي يو (الإنجليزية)
- دنيس إردمان على موقع بيانات كرة القدم. دي إي (الألمانية)
- دنيس إردمان على موقع Soccerway.com (الإنجليزية)
- دنيس إردمان على موقع عالم كرة القدم.نت (الإنجليزية)
- دنيس إردمان على موقع AS.com (الإسبانية)